# Gornje Jelenje prema Platku
Gornje Jelenje prema Platku este o arie protejată (sit de importanță comunitară — SCI) din Croația întinsă pe o suprafață de 261,97 ha, integral pe uscat.

## Localizare
Centrul sitului Gornje Jelenje prema Platku este situat la coordonatele 45°24′05″N 14°33′27″E / 45.40139°N 14.557448°E.

## Înființare
Situl Gornje Jelenje prema Platku a fost declarat sit de importanță comunitară în iulie 2013 pentru a proteja un număr necunoscut de specii din flora spontană și fauna sălbatică aflate în arealul zonei.

## Biodiversitate
Situată în ecoregiunea alpină, aria protejată conține 2 habitate naturale: Pajiști uscate seminaturale și facies de acoperire cu tufișuri pe substraturi calcaroase (Festuco-Brometalia) (* situri importante pentru orhidee), Pajiști uscate din regiunea submediteraneeană estică (Scorzoneratalia villosae).
La baza desemnării sitului se află un număr nedeclarat de specii protejate.
Pe lângă speciile protejate, pe teritoriul sitului au mai fost identificate 1 specie de plante.